# Səfalı
Səfalı est un village du district de Shamakhi en Azerbaïdjan. Le village fait partie de la commune de Demirtchi.

## Économie
La principale occupation de la population du village est l'agriculture et l'élevage.

## Population
Selon les statistiques de 2009, la population du village est de 142 personnes.

## Culture
Il y a un centre médical dans le village de Səfalı.